# Мийем, Нваль-Андене
Нваль-Андене Мийем (фр. Nwal-Endéné Miyem; родилась 15 мая 1988 в Реймсе, Марна, Франция) — французская профессиональная баскетболистка, которая выступала в женской национальной баскетбольной ассоциации. Играет на позиции центровой. В настоящее время защищает цвета французской команды «Тарб Жесп Бигор».

## Карьера
9 сезонов играла за французский "Бурж". В 2015 году подписала контракт с «Динамо» (Курск). В мае 2016 года было объявлено о переходе Эндене Мийем в Итальянский «Фамила Скио».

## В сборной
Эндене Мийем выигрывала в составе сборной Франции золото чемпионата Европы в 2009 году, так же становилась серебряным призёром Олимпийских игр в Лондоне.

## Достижения
- Серебряный призёр Олимпийских игр (2012)
- Чемпионка Европы (2009)
- Серебряный призёр чемпионата Европы (2013)
- Бронзовый призёр чемпионата Европы (2011)
- Бронзовый призёр чемпионата России (2016)
- Чемпионка Франции (2008, 2009, 2011, 2012, 2013, 2015)